# توم ميتشيل
توم ميتشيل (بالإنجليزية: Tom Mitchell)‏ (30 سبتمبر 1899 المملكة المتحدة - 22 نوفمبر 1984 يورك المملكة المتحدة) هو لاعب كرة قدم بريطاني سابق كان يلعب كلاعب وسط.

## روابط خارجية
- توم ميتشيل على موقع قاعدة بيانات كرة القدم.إي يو (الإنجليزية)
- توم ميتشيل على موقع Soccerbase.com (مدرب) (الإنجليزية)